# Agapetes setigera
Agapetes setigera là một loài thực vật có hoa trong họ Thạch nam. Loài này được (Wall.) D.Don ex G.Don mô tả khoa học đầu tiên năm 1832.